# Pasta con le sarde

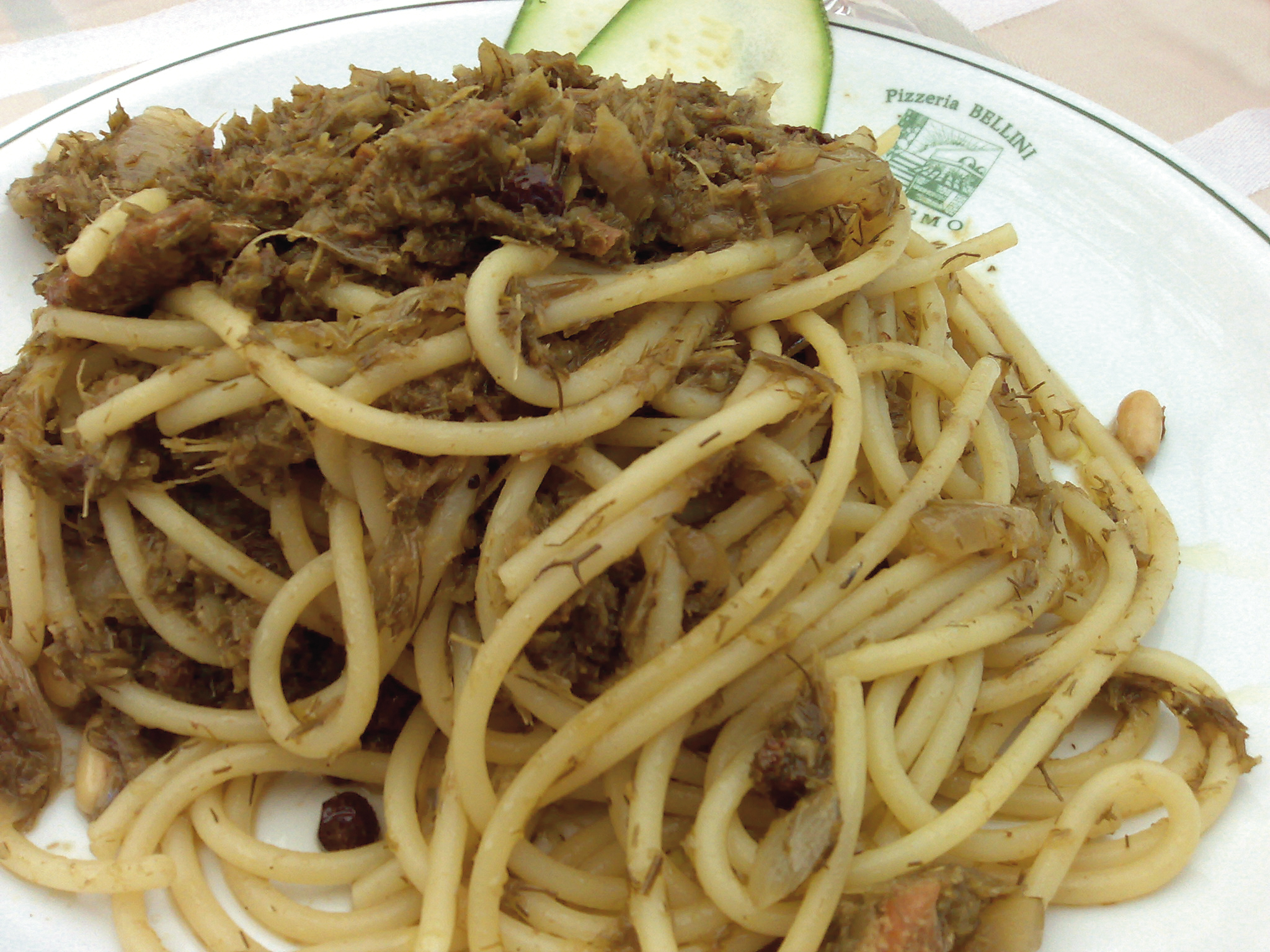
Pasta con le sarde, hier auf Bucatini

Pasta con le sarde (Anhörenⓘ, italienisch für „Nudeln mit Sardinen“) ist ein typisch sizilianisches Gericht. Vorzugsweise werden dazu in kürzere Abschnitte zerbrochene Bucatini, Spaghetti, aber auch andere Pastasorten verwendet.

## Zubereitung
Es existieren verschiedene Zubereitungsarten dieses Gerichts. 
Für Pasta con le sarde fresche, also die typische Zubereitung mit frischen Sardinen, werden diese ausgenommen und, je nach Rezept, entweder in Öl frittiert oder mit Zwiebeln und Knoblauch in Olivenöl angebraten. Die Sardinen bilden den Hauptbestandteil des Sugo, der kurz vor dem Auftragen mit der gegarten Pasta vermischt wird. Dem Sugo beigemengt werden fein geschnittenes Grün von wildem Fenchel, gekochter und grob geschnittener Gemüsefenchel, kleingeschnittene Sardellen, Rosinen und Pinienkerne. Gewürzt wird außerdem mit Salz, schwarzem Pfeffer und Safran, nach Geschmack ergänzt durch Marsala oder etwas Tomatensauce. Sobald die al dente gekochten Nudeln mit dem Sardinen-Sugo vermischt wurden, überstreut man das Gericht mit fein gehackter Petersilie oder, wie es in Sizilien geschätzt wird, mit leicht angerösteten Semmelbröseln (pane grattugiato). Beim Mischen der Pasta mit dem Fisch, zerfällt dieser, oder er wird bereits in der Pfanne beim Andünsten in Öl mit dem Kochlöffel zerstückelt oder zerdrückt. 
Zuweilen werden zusätzlich einige gebratene Sardinen beiseite gestellt und auf der mit dem Sardinen-Sugo vermengten Pasta angerichtet.
In einer noch üppigeren Ausführung, der Pasta con le sarde al forno, werden Pasta, Sardinen-Sugo und gegebenenfalls Sardinen in einer Auflaufform geschichtet, mit Parmesan und Semmelbröseln bestreut und im Ofen kurz überbacken.
Eine Weiterentwicklung des Gerichts ist die Pasta con le sarde al gambero rosso, bei der statt frittierter oder gebratener Sardinen gegrillte oder gebratene Riesengarnelen obenauf gelegt werden.